# Parafigularia magellanica
Parafigularia magellanica is een mosdiertjessoort uit de familie van de Cribrilinidae. De wetenschappelijke naam van de soort is, als Membraniporella magellanica, voor het eerst geldig gepubliceerd in 1904 door Calvet.